# Spark-ABT Schaeffler FE01
La Spark-ABT Schaeffler FE01 è una monoposto da competizione costruita dal Team ABT
per partecipare al campionato di Formula E 2015-2016.

## Vettura

### Livrea
La livrea della monoposto è caratterizzata dalla presenza dei colori verde, giallo e rosso, con la scritta "schaeffler" riposrtata in verde sulle fiancate gialle.

### Meccanica
La vettura è caratterizzata dalla trasmissione a 3 marce e dalla presenza di un singolo motore.

## Stagione
La vettura si rivela competitiva, al punto che Lucas Di Grassi riesce a giungere a podi in tutte le prime 4 gare della stagione vincendo anche a Buenos Aires. Il rendimento della monoposto migliora ulteriormente nel resto del campionato con di Grassi che vince altre 2 gare e rimane in lotta per il titolo fino alla fine, perdendo per un punto.

## Risultati
| Anno    | Squadra | Gomme | No | Piloti          | 1   | 2   | 3   | 4   | 5   | 6   | 7   | 8   | 9   | 10  | Punti | Posizione |
| ------- | ------- | ----- | -- | --------------- | --- | --- | --- | --- | --- | --- | --- | --- | --- | --- | ----- | --------- |
| 2015–16 | ABT     | M     |    |                 | BEI | PUT | PDE | BNA | MEX | LBH | PAR | BER | LON | LON | 200   | 2°        |
| 2015–16 | ABT     | M     | 11 | Lucas Di Grassi | 2   | 1   | 2   | 3   | SQ  | 1   | 1   | 3   | 4   | Rit | 200   | 2°        |
| 2015–16 | ABT     | M     | 66 | Daniel Abt      | 11  | 7   | 8   | 13  | 7   | 3   | 10  | 2   | Rit | 2   | 200   | 2°        |